# النادي الرياضي الدهماني
النادي الرياضي الدهماني هو فريق كرة قدم تونسي من مدينة الدهماني نشط في موسم 2011-2012 في الرابطة التونسية الثالثة لكرة القدم بمجموعة الشمال.

## وصلات خارجية
- الموقع الرسمي للجامعة التونسية لكرة القدم